# Großer Preis von Monaco 1972
Der Große Preis von Monaco 1972 (offiziell XXX Grand Prix de Monaco) fand am 14. Mai auf dem Circuit de Monaco in Monte Carlo statt und war das vierte Rennen der Automobil-Weltmeisterschaft 1972.

## Berichte

### Hintergrund
Zum vierten WM-Lauf in Monaco fand sich ein ähnliches Fahrerfeld ein, wie zwei Wochen zuvor in Spanien. Ausnahmen bildeten die beiden US-Amerikaner Mario Andretti und Peter Revson, die beide in Vortests für das Indianapolis 500 involviert waren. Während Andretti ersatzlos fehlte, wurde Revson bei McLaren von Brian Redman vertreten. Zudem vertrat Wilson Fittipaldi weiterhin den verletzten Carlos Reutemann bei Brabham.
Da kleine Modifikationen am Streckenverlauf durchgeführt worden waren, stimmte der Veranstalter zu, dass 25 Wagen an dem Rennen teilnehmen durften. In den vergangenen Jahren hatte es aufgrund der beengten Platzverhältnisse aus Sicherheitsgründen stets eine Limitierung des Starterfeldes auf 16 beziehungsweise im Vorjahr 18 Autos gegeben.
Tyrrell setzte erstmals den neuen Typ 004 im Rennen ein. Jackie Stewart pilotierte den Wagen, während sein Teamkollege François Cevert weiterhin den bewährten 002 fuhr.
Jacky Ickx bestritt seinen 50. Grand Prix.

### Training
Im Freitagstraining, das unter trockenen Bedingungen stattfand, sicherte sich Emerson Fittipaldi mit einer Rundenzeit von 1:21,4 Minuten die erste Pole-Position seiner Formel-1-Karriere. Da es am Samstag regnete, konnte kein Fahrer diese Zeit unterbieten. Hinter dem Brasilianer qualifizierten sich die beiden Ferrari-Piloten Ickx und Clay Regazzoni vor Jean-Pierre Beltoise in einem der Werks-B.R.M. ebenfalls jeweils mit ihren am Freitag erzielten Bestzeiten.

### Rennen
Der Regen, der am Samstag bereits begonnen hatte, hielt auch am Sonntag weiter an. Beltoise gelang ein guter Start aus der zweiten Reihe, der ihn sofort an die Spitze brachte, die er bis zum Ende des Rennens nicht mehr abgab. Der ebenfalls aus der zweiten Reihe gestartete Regazzoni folgte ihm auf Rang zwei, während sich Emerson Fittipaldi und Ickx, die aus der ersten Reihe gestartet waren, auf den Plätzen drei und vier vor Stewart wiederfanden. Aufgrund der allgemein schlechten Sichtverhältnisse durch die von den jeweils vorausfahrenden Fahrzeugen aufgewirbelte Gischt hatte Beltoise einen entscheidenden Vorteil an der Spitze, den er nutzte, um seine Führung auszubauen. Dies wurde ihm zusätzlich dadurch erleichtert, dass Regazzoni in der fünften Runde einen Ausrutscher hatte, bei dem er Emerson Fittipaldi und Ickx mit in den Notausgang der Hafenschikane zwang. Alle drei konnten zwar das Rennen fortsetzen, verloren jedoch einige Sekunden.
Stewart befand sich lange auf Rang drei, bevor er sich drehte. Er konnte das Rennen zwar fortsetzen, wurde aber von Regazzoni überholt. Kurze Zeit später schied dieser jedoch seinerseits wegen eines Drehers aus. Den dadurch zurückeroberten dritten Platz hielt Stewart einige Runden, während er durch Fehlzündungen seines Motors behindert wurde. Emerson Fittipaldi überholte ihn schließlich kurz vor Schluss und sicherte sich damit den Podiumsplatz.
18 Rennwagen erreichten das Ziel, wobei Cevert aufgrund seines zu großen Rückstandes nicht gewertet wurde. Ungewöhnlich für die damalige Zeit war die Tatsache, dass Reine Wisell der einzige Fahrer war, der das Rennen aufgrund eines technischen Defektes aufgeben musste. Die übrigen sechs Piloten, die das Ziel nicht erreichten, waren allesamt durch Fahrfehler auf der nassen Strecke ausgeschieden.
Beltoise erreichte seinen ersten und einzigen Grand-Prix-Sieg ausgerechnet auf dem als fahrerisch äußerst anspruchsvoll geltenden Kurs von Monaco in einem zum damaligen Zeitpunkt unter normalen Bedingungen nicht besonders konkurrenzfähigen BRM P160B. Seinem Landsmann Olivier Panis gelang 1996 an gleicher Stelle ein vergleichbarer Erfolg.
Der Triumph stellte sich als der letzte Sieg für B.R.M. heraus. Obwohl das Team aufgrund großzügiger Unterstützung seitens der Sponsoren teilweise mit bis zu fünf Werkswagen zu den Grand Prix des Jahres 1972 antrat, gelang kein weiterer Sieg. Auch in den Folgejahren blieben Erfolge aus, bevor das Team Ende 1975 offiziell ausstieg und 1977 auch die letzten Kundenfahrzeuge verschwanden.

## Meldeliste
| Team                            | Nr. | Fahrer               | Chassis          | Motor                    | Reifen |
| ------------------------------- | --- | -------------------- | ---------------- | ------------------------ | ------ |
| Elf Team Tyrrell                | 01  | Jackie Stewart       | Tyrrell 004      | Ford Cosworth DFV 3.0 V8 | G      |
| Elf Team Tyrrell                | 01T | Jackie Stewart       | Tyrrell 003      | Ford Cosworth DFV 3.0 V8 | G      |
| Elf Team Tyrrell                | 02  | François Cevert      | Tyrrell 002      | Ford Cosworth DFV 3.0 V8 | G      |
| STP March Racing Team           | 03T | Ronnie Peterson      | March 721        | Ford Cosworth DFV 3.0 V8 | G      |
| STP March Racing Team           | 03  | Ronnie Peterson      | March 721X       | Ford Cosworth DFV 3.0 V8 | G      |
| STP March Racing Team           | 04  | Niki Lauda           | March 721X       | Ford Cosworth DFV 3.0 V8 | G      |
| Clarke-Mordaunt-Guthrie Racing  | 05  | Mike Beuttler        | March 721G       | Ford Cosworth DFV 3.0 V8 | F      |
| Scuderia Ferrari SpA SEFAC      | 06  | Jacky Ickx           | Ferrari 312B2    | Ferrari 001/1 3.0 F12    | F      |
| Scuderia Ferrari SpA SEFAC      | 07  | Clay Regazzoni       | Ferrari 312B2    | Ferrari 001/1 3.0 F12    | F      |
| John Player Team Lotus          | 08  | Emerson Fittipaldi   | Lotus 72D        | Ford Cosworth DFV 3.0 V8 | F      |
| John Player Team Lotus          | 09  | Dave Walker          | Lotus 72D        | Ford Cosworth DFV 3.0 V8 | F      |
| Brooke Bond Oxo Team Surtees    | 10  | Tim Schenken         | Surtees TS9B     | Ford Cosworth DFV 3.0 V8 | F      |
| Brooke Bond Oxo Team Surtees    | 11  | Mike Hailwood        | Surtees TS9B     | Ford Cosworth DFV 3.0 V8 | F      |
| Ceramica Pagnossin Team Surtees | 12  | Andrea de Adamich    | Surtees TS9B     | Ford Cosworth DFV 3.0 V8 | F      |
| Yardley Team McLaren            | 14  | Denis Hulme          | McLaren M19C     | Ford Cosworth DFV 3.0 V8 | G      |
| Yardley Team McLaren            | 14T | Denis Hulme          | McLaren M19A     | Ford Cosworth DFV 3.0 V8 | G      |
| Yardley Team McLaren            | 15  | Brian Redman         | McLaren M19A     | Ford Cosworth DFV 3.0 V8 | G      |
| Equipe Matra Sports             | 16  | Chris Amon           | Matra MS120C     | Matra MS72 3.0 V12       | G      |
| Marlboro B.R.M.                 | 17  | Jean-Pierre Beltoise | BRM P160B        | BRM P142 3.0 V12         | F      |
| Marlboro B.R.M.                 | 18  | Peter Gethin         | BRM P160B        | BRM P142 3.0 V12         | F      |
| Marlboro B.R.M.                 | 28  | Reine Wisell         | BRM P160B        | BRM P142 3.0 V12         | F      |
| Marlboro B.R.M.                 | 19  | Howden Ganley        | BRM P180         | BRM P142 3.0 V12         | F      |
| Austria Marlboro B.R.M.         | 26  | Helmut Marko         | BRM P153B        | BRM P142 3.0 V12         | F      |
| Motor Racing Developments       | 20  | Graham Hill          | Brabham BT37     | Ford Cosworth DFV 3.0 V8 | G      |
| Motor Racing Developments       | 21  | Wilson Fittipaldi    | Brabham BT33     | Ford Cosworth DFV 3.0 V8 | G      |
| Team Williams Motul             | 22  | Henri Pescarolo      | March 721        | Ford Cosworth DFV 3.0 V8 | G      |
| Team Williams Motul             | 23  | Carlos Pace          | March 711        | Ford Cosworth DFV 3.0 V8 | G      |
| Team Eifelland Caravans         | 27  | Rolf Stommelen       | Eifelland Typ 21 | Ford Cosworth DFV 3.0 V8 | G      |

Anmerkungen
1. 1 2 3  Die mit einem "T" hinter der Startnummer versehenen Wagen standen ihren jeweiligen Fahrern als T-Car zur Verfügung, kamen jedoch nicht zum Einsatz.

## Klassifikationen

### Startaufstellung
| Pos. | Fahrer               | Konstrukteur   | Zeit   | Ø-Geschwindigkeit | Start |
| ---- | -------------------- | -------------- | ------ | ----------------- | ----- |
| 01   | Emerson Fittipaldi   | Lotus-Ford     | 1:21,4 | 139,091 km/h      | 01    |
| 02   | Jacky Ickx           | Ferrari        | 1:21,6 | 138,750 km/h      | 02    |
| 03   | Clay Regazzoni       | Ferrari        | 1:21,9 | 138,242 km/h      | 03    |
| 04   | Jean-Pierre Beltoise | B.R.M.         | 1:22,5 | 137,236 km/h      | 04    |
| 05   | Peter Gethin         | B.R.M.         | 1:22,6 | 137,070 km/h      | 05    |
| 06   | Chris Amon           | Matra          | 1:22,6 | 137,070 km/h      | 06    |
| 07   | Denis Hulme          | McLaren-Ford   | 1:22,7 | 136,904 km/h      | 07    |
| 08   | Jackie Stewart       | Tyrrell-Ford   | 1:22,9 | 136,574 km/h      | 08    |
| 09   | Henri Pescarolo      | March-Ford     | 1:22,9 | 136,574 km/h      | 09    |
| 10   | Brian Redman         | McLaren-Ford   | 1:23,1 | 136,245 km/h      | 10    |
| 11   | Mike Hailwood        | Surtees-Ford   | 1:23,7 | 135,269 km/h      | 11    |
| 12   | François Cevert      | Tyrrell-Ford   | 1:23,8 | 135,107 km/h      | 12    |
| 13   | Tim Schenken         | Surtees-Ford   | 1:23,9 | 134,946 km/h      | 13    |
| 14   | Dave Walker          | Lotus-Ford     | 1:24,0 | 134,786 km/h      | 14    |
| 15   | Ronnie Peterson      | March-Ford     | 1:24,1 | 134,625 km/h      | 15    |
| 16   | Reine Wisell         | B.R.M.         | 1:24,4 | 134,147 km/h      | 16    |
| 17   | Helmut Marko         | B.R.M.         | 1:24,6 | 133,830 km/h      | 17    |
| 18   | Andrea de Adamich    | Surtees-Ford   | 1:24,7 | 133,672 km/h      | 18    |
| 19   | Graham Hill          | Brabham-Ford   | 1:24,7 | 133,672 km/h      | 19    |
| 20   | Howden Ganley        | B.R.M.         | 1:24,7 | 133,672 km/h      | 20    |
| 21   | Wilson Fittipaldi    | Brabham-Ford   | 1:25,2 | 132,887 km/h      | 21    |
| 22   | Niki Lauda           | March-Ford     | 1:25,6 | 132,266 km/h      | 22    |
| 23   | Mike Beuttler        | March-Ford     | 1:26,5 | 130,890 km/h      | 23    |
| 24   | Carlos Pace          | March-Ford     | 1:26,6 | 130,739 km/h      | 24    |
| 25   | Rolf Stommelen       | Eifelland-Ford | 1:29,5 | 126,503 km/h      | 25    |

### Rennen
| Pos. | Fahrer               | Konstrukteur   | Runden | Stopps | Zeit       | Start | Schnellste Runde |
| ---- | -------------------- | -------------- | ------ | ------ | ---------- | ----- | ---------------- |
| 01   | Jean-Pierre Beltoise | B.R.M.         | 80     | 0      | 2:26:55,3  | 04    | 1:40,0           |
| 02   | Jacky Ickx           | Ferrari        | 80     | 0      | + 38,2     | 02    |                  |
| 03   | Emerson Fittipaldi   | Lotus-Ford     | 79     | 0      | + 1 Runde  | 01    |                  |
| 04   | Jackie Stewart       | Tyrrell-Ford   | 78     | 0      | + 2 Runden | 08    |                  |
| 05   | Brian Redman         | McLaren-Ford   | 77     | 0      | + 3 Runden | 10    |                  |
| 06   | Chris Amon           | Matra          | 77     | 2      | + 3 Runden | 06    |                  |
| 07   | Andrea de Adamich    | Surtees-Ford   | 77     | 0      | + 3 Runden | 18    |                  |
| 08   | Helmut Marko         | B.R.M.         | 77     | 0      | + 3 Runden | 17    |                  |
| 09   | Wilson Fittipaldi    | Brabham-Ford   | 77     | 0      | + 3 Runden | 21    |                  |
| 10   | Rolf Stommelen       | Eifelland-Ford | 77     | 0      | + 3 Runden | 25    |                  |
| 11   | Ronnie Peterson      | March-Ford     | 76     | 0      | + 4 Runden | 15    |                  |
| 12   | Graham Hill          | Brabham-Ford   | 76     | 0      | + 4 Runden | 19    |                  |
| 13   | Mike Beuttler        | March-Ford     | 76     | 0      | + 4 Runden | 23    |                  |
| 14   | Dave Walker          | Lotus-Ford     | 75     | 0      | + 5 Runden | 14    |                  |
| 15   | Denis Hulme          | McLaren-Ford   | 74     | 0      | + 6 Runden | 07    |                  |
| 16   | Niki Lauda           | March-Ford     | 74     | 0      | + 6 Runden | 22    |                  |
| 17   | Carlos Pace          | March-Ford     | 72     | 0      | + 8 Runden | 24    |                  |
| –    | François Cevert      | Tyrrell-Ford   | 70     | 0      | NC         | 12    |                  |
| –    | Henri Pescarolo      | March-Ford     | 58     | 0      | DNF        | 09    |                  |
| –    | Clay Regazzoni       | Ferrari        | 51     | 0      | DNF        | 03    |                  |
| –    | Mike Hailwood        | Surtees-Ford   | 48     | 0      | DNF        | 11    |                  |
| –    | Howden Ganley        | B.R.M.         | 47     | 0      | DNF        | 20    |                  |
| –    | Tim Schenken         | Surtees-Ford   | 31     | 0      | DNF        | 13    |                  |
| –    | Peter Gethin         | B.R.M.         | 27     | 0      | DNF        | 05    |                  |
| –    | Reine Wisell         | Lotus-Ford     | 16     | 0      | DNF        | 16    |                  |

## WM-Stände nach dem Rennen
Die ersten sechs des Rennens bekamen 9, 6, 4, 3, 2 bzw. 1 Punkt(e). In der Konstrukteurswertung zählten dabei nur die Punkte des bestplatzierten Fahrers eines Teams.

### Fahrerwertung
| Pos. | Fahrer               | Konstrukteur | Punkte |
| ---- | -------------------- | ------------ | ------ |
| 01   | Emerson Fittipaldi   | Lotus-Ford   | 19     |
| 02   | Jacky Ickx           | Ferrari      | 16     |
| 03   | Denis Hulme          | McLaren-Ford | 15     |
| 04   | Jackie Stewart       | Tyrrell-Ford | 12     |
| 05   | Jean-Pierre Beltoise | B.R.M.       | 9      |
| 06   | Clay Regazzoni       | Ferrari      | 7      |
| 07   | Peter Revson         | McLaren-Ford | 6      |
| 08   | Andrea de Adamich    | Surtees-Ford | 3      |
| 09   | Mario Andretti       | Ferrari      | 3      |
| 10   | Ronnie Peterson      | March-Ford   | 3      |
| 11   | Tim Schenken         | Surtees-Ford | 2      |
| 12   | Brian Redman         | McLaren-Ford | 2      |
| 13   | Graham Hill          | Brabham-Ford | 1      |
| 14   | Carlos Pace          | March-Ford   | 1      |
| 15   | Chris Amon           | Matra        | 1      |
| 16   | Carlos Reutemann     | Brabham-Ford | 0      |

| Pos. | Fahrer            | Konstrukteur    | Punkte |
| ---- | ----------------- | --------------- | ------ |
| 17   | Wilson Fittipaldi | Brabham-Ford    | 0      |
| 18   | Niki Lauda        | March-Ford      | 0      |
| 19   | Howden Ganley     | B.R.M.          | 0      |
| 20   | Helmut Marko      | B.R.M.          | 0      |
| 21   | Henri Pescarolo   | March-Ford      | 0      |
| 22   | François Cevert   | Tyrrell-Ford    | 0      |
| 23   | Dave Walker       | Lotus-Ford      | 0      |
| 24   | Rolf Stommelen    | Eiffelland-Ford | 0      |
| 25   | Mike Beuttler     | March-Ford      | 0      |
| 26   | John Love         | Surtees-Ford    | 0      |
| –    | Reine Wisell      | B.R.M.          | 0      |
| –    | Peter Gethin      | B.R.M.          | 0      |
| –    | Àlex Soler-Roig   | B.R.M.          | 0      |
| –    | Mike Hailwood     | Surtees-Ford    | 0      |
| –    | Dave Charlton     | Lotus-Ford      | 0      |

### Konstrukteurswertung
| Pos. | Konstrukteur | Punkte |
| ---- | ------------ | ------ |
| 01   | Lotus-Ford   | 19     |
| 02   | McLaren-Ford | 19     |
| 03   | Ferrari      | 19     |
| 04   | Tyrrell-Ford | 12     |
| 05   | B.R.M.       | 9      |

| Pos. | Konstrukteur   | Punkte |
| ---- | -------------- | ------ |
| 06   | Surtees-Ford   | 5      |
| 07   | March-Ford     | 4      |
| 08   | Brabham-Ford   | 1      |
| 09   | Matra          | 1      |
| 10   | Eifelland-Ford | 0      |